# José Ortega y Gasset

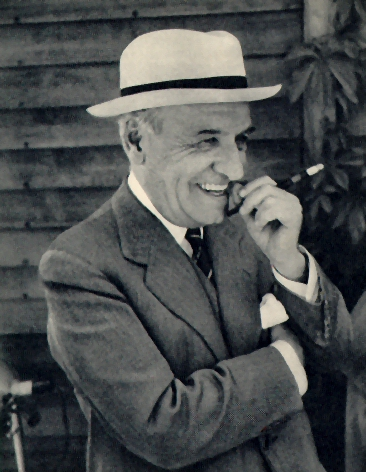
José Ortega y Gasset (1948)

José Ortega y Gasset (* 9. Mai 1883 in Madrid; † 18. Oktober 1955 ebenda) war ein spanischer Philosoph, Soziologe und Essayist. Er gilt neben Miguel de Unamuno als der bedeutendste spanische Denker des zwanzigsten Jahrhunderts und hat auf eine ganze Generation spanischer Intellektueller – insbesondere auf die sogenannte Escuela de Madrid („Schule von Madrid“) – nachhaltigen Einfluss ausgeübt. Zu seinen wichtigsten Schülern zählen María Zambrano, Xavier Zubiri, Julián Marías Aguilera, José Gaos und Antonio Rodríguez Huéscar.

## Leben und Werk
José Ortega wurde in Madrid als Spross einer Journalistenfamilie geboren. Er besuchte die Jesuitenschule San Estanislao de Miraflores in Málaga und studierte von 1897 bis 1898 an der Universität von Deusto in Bilbao und anschließend an der Universität Madrid Philosophie, wo er 1904 mit einer Arbeit über den Millenarismus in Frankreich promoviert wurde. Von 1905 bis 1911 hielt er sich zu Studienzwecken in Deutschland auf, unter anderem in Leipzig, Berlin und vorrangig in Marburg. In Marburg wurde er unter anderem vom Neukantianismus Hermann Cohens und Paul Natorps beeinflusst. 1909 kehrte Ortega nach Spanien zurück. Ortega war Gründer und Herausgeber der Zeitschriften España (1915–1924) sowie Revista de Occidente (1923), Mitarbeiter der Zeitung El Sol und wirkte an der spanischen Verfassung von 1931 mit. Unter dem Eindruck der Weimarer Republik verfasste er 1929 sein Werk Der Aufstand der Massen, das auch in Deutschland zu einer hohen Bekanntheit gelangte. Ortega selbst hat dem Werk in seinem philosophischen System keine zentrale Stellung eingeräumt, sondern stets seinen sogenannten „Zirkunzialismus“ als seine entscheidende Einsicht hervorgehoben. Diesen brachte er auf die berühmte Formel: „Ich bin Ich und meine Lebensumstände“ («Yo soy yo y mis circunstancias»). In der Zweiten Republik war er Abgeordneter in den Cortes als Mitglied der Parteigruppe Al Servicio de la República.
Von 1910 bis 1936 hatte er Professuren für Metaphysik, Logik und Ethik an der Universität Complutense Madrid inne; 1936 verurteilte er als Mitunterzeichner des Manifests Adhesiones de intelectuales (ABC, 31. Juli 1936) gemeinsam mit anderen Intellektuellen den Putsch der Militärs und erklärte die Loyalität mit der demokratisch gewählten Volksfront-Regierung der Zweiten Spanischen Republik.
Kurz nach Beginn des Bürgerkriegs verließ er Spanien und lebte in Frankreich, Argentinien und ab 1943 in Portugal, bevor er 1948 nach Spanien zurückkehrte, wo er sich bis zu seinem Tod im Jahr 1955 (in Madrid) regelmäßig aufhielt. 1952 verlieh ihm die Philipps-Universität Marburg die Ehrendoktorwürde. Als Kulturphilosoph baute er auf Georg Wilhelm Friedrich Hegel, Friedrich Nietzsche, Wilhelm Dilthey und der Lebensphilosophie auf und machte u. a. die deutschen Literaturtheorien zum Barock in Spanien bekannt.

## Siehe auch

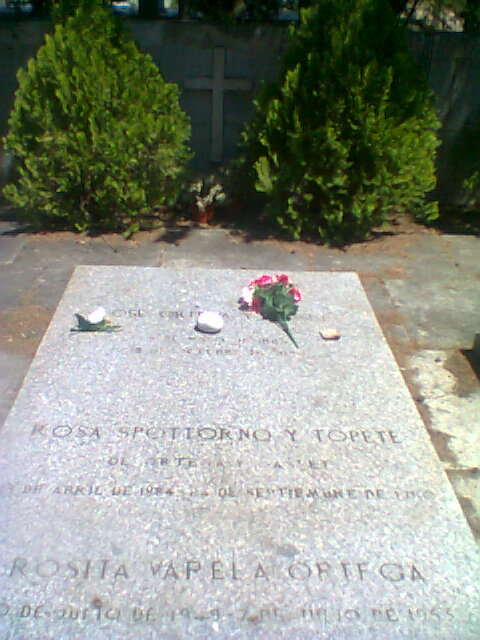
Familiengrab José Ortega y Gasset, Madrid, Cementerio San Isidro

## Das soziologische Werk:La rebelión de las masas (Der Aufstand der Massen)
Als wichtigstes soziologisches Buch Ortega y Gassets gilt Der Aufstand der Massen. Es wird der Elitesoziologie zugerechnet. Hervorzuheben ist allerdings, dass die „Elite“ aus Ortegas Sicht mit keiner spezifischen Klasse identifiziert werden kann, sondern es in jeder gesellschaftlichen Klasse eine Elite («minoría selecta» oder «minorías excelentes») gibt, die sich von der Masse abhebt: „Die Unterscheidung der Gesellschaft in Massen und exzellente Minderheiten ist daher keine Unterscheidung in soziale Klassen, sondern eine Unterscheidung von verschiedenen Klassen von Menschen.“ («La división de la sociedad en masas y minorías excelentes no es, por lo tanto, una división en clases sociales, sino en clases de hombres.») Während sich Massenmenschen («hombre-masa») durch Bequemlichkeit, Angepasstheit, Intoleranz und Opportunismus auszeichnen, heben sich Menschen exzellenter Minderheiten dadurch von der Masse ab, dass sie die Disziplin besitzen, fortfahrend über sich hinauszugehen und darin ihre authentische Persönlichkeit in ihrer Einzigartigkeit zu entwickeln. Das Werk wird den soziologischen Zeitdiagnosen zugerechnet. Ortega betrachtet ähnlich wie Sigmund Freud und unter dem Einfluss von Sören Kierkegaard das Phänomen der „Masse“ massenpsychologisch und gleichzeitig mit Martin Heidegger auch unter phänomenologischem Gesichtspunkt. Das Problem der Vermassung der Gesellschaft ist für ihn für das beginnende zwanzigste Jahrhundert in dem Sinn bezeichnend, dass die Masse historisch entwurzelt und dadurch orientierungslos ist. Diese Entwurzelung und das damit einhergehende fehlende Geschichtsbewusstsein machen die „Masse“ in besonderem Ausmaß anfällig für populistische Ideen und Ideologien, wie sie sich aus seiner Sicht u. a. in Faschismus und Kommunismus manifestieren. Ortega y Gasset war ein entschiedener Gegner aller europäischen Nationalismen. In seinem Essay Meditación de Europa, das aus einer Konferenz hervorging, die Ortega 1949 in Berlin unter dem Titel «De Europa meditatio quaedam» in der Freien Universität Berlin hielt, setzt er sich für die Auflösung der europäischen Nationalstaaten (in ihrer bisherigen Form) und für die Gründung der „Vereinigten Staaten von Europa“ ein. Dies macht ihn zu einem der bedeutendsten Vordenker der europäischen Gemeinschaft. Historische Grundlage der europäischen Kultur sieht Ortega im europäischen Humanismus, dessen Wurzeln schon in der Antike zu verorten seien. Ortegas letztes, soziologisches Werk El hombre y la gente (Der Mensch und die Leute) blieb auf Grund seines Todes unvollendet und wurde aus dem Nachlass 1957 herausgegeben.

## Werkauswahl
- Gesammelte Werke in 6 Bänden. Deutsche Verlags-Anstalt, Stuttgart/München 1996, ISBN 3-421-01848-0.
- Schriften zur Phänomenologie. Herausgegeben von J. San Martín, aus dem Spanischen  von Arturo Campos und Jorge Uscatescu übersetzt, und mit einer Einleitung des Herausgebers versehen, Karl Alber Verlag, Freiburg, 1998.
- Los terrores del año mil. Crítica de una leyenda. Madrid 1904.
- Meditaciones del Quijote. Madrid 1914.
- El Espectador. Madrid 1916 (dt. Buch des Betrachters. übersetzt von Helene Weyl Stuttgart, Berlin 1934).
- España invertebrada. Madrid 1921.
- El tema de nuestro tiempo. Madrid 1923 (dt. Zürich 1928).
- Ni vitalismo ni racionalismo. Madrid 1924.
- La deshumanización del arte. Madrid 1925 (dt. Die Vertreibung des Menschen aus der Kunst. München 1964.)
- La “Filosofía de la historia” de Hegel y la historiología. Madrid 1928.
- ¿Qué es filosofía? Buenos Aires 1929, Madrid ²1958 (dt. Titel: Was ist Philosophie? Stuttgart 1962).
- La rebelión de las masas. Madrid 1929 (dt. Der Aufstand der Massen. Übersetzt von Helene Weyl Stuttgart 1931)
- Del imperio Romano. 1941 (dt. Über das römische Imperium. Reclam, Stuttgart 1962).
- Prólogo a „Veinte años de caza mayor“ del conde de Yebes, Madrid 1943 (dt. Meditationen über die Jagd. Stuttgart 1998).
- Pidiendo un Goethe desde dentro. Santiago 1932 (dt. Um einen Goethe von innen bittend. dva, 1949).
- Meditación de la técnica. Buenos Aires 1939 (dt. Stuttgart 1949).
- El intelectual y el otro. Madrid 1942 (dt. Stuttgart 1949).
- Ideas y creencias. Madrid 1942 (dt. in: Vom Menschen als utopischem Wesen. Stuttgart 1951).
- Miseria y esplendor de la traducción. Madrid 1956 (dt. Elend und Glanz der Übersetzung. Ebenhausen bei München 1948, 1964 und, dtv München 1976: zweisprachig).
- El hombre y la gente. Madrid 1957 (dt. Titel: Der Mensch und die Leute. Stuttgart 1958).
- La idea de principio en Leibniz y la evolución de la teoría deductiva. Madrid 1958 (dt. Der Prinzipienbegriff bei Leibniz und die Entwicklung der Deduktionstheorie. München 1966).
- Una interpretación de la Historia Universal. Aus dem Spanischen unter dem Titel Eine Interpretation der Weltgeschichte. von Wolfgang Halm. Gotthold Müller Verlag, München 1964.
- Der Mensch ist ein Fremder. Schriften zur Metaphysik und Lebensphilosophie, übersetzt und mit einer Einleitung versehen von Stascha Rohmer (Hrsg.), Freiburg/München: Karl Alber 2008, ISBN 978-3-495-48104-2.
- Über die Liebe. Meditationen. Deutsche Verlags-Anstalt, Stuttgart 1977, ISBN 3-421-01529-5.
- Signale unserer Zeit. Essays Europäischer Buchclub Stuttgart Zürich Salzburg.